# Rio Juruá-Mirim
Rio Juruá-Mirim är ett vattendrag i Brasilien.   Det ligger i delstaten Acre, i den västra delen av landet, 2 800 km väster om huvudstaden Brasília.
I omgivningen kring Rio Juruá-Mirim växer i huvudsak städsegrön lövskog. Området är  glesbefolkat, med 10 invånare per kvadratkilometer.